# Richards (Misuri)
Richards es un pueblo ubicado en el condado de Vernon en el estado estadounidense de Misuri. En el Censo de 2010 tenía una población de 96 habitantes y una densidad poblacional de 137,79 personas por km².

## Geografía
Richards se encuentra ubicado en las coordenadas 37°54′36″N 94°33′27″O / 37.91000, -94.55750. Según la Oficina del Censo de los Estados Unidos, Richards tiene una superficie total de 0.7 km², de la cual 0.69 km² corresponden a tierra firme y (0.37%) 0 km² es agua.

## Demografía
Según el censo de 2010, había 96 personas residiendo en Richards. La densidad de población era de 137,79 hab./km². De los 96 habitantes, Richards estaba compuesto por el 95.83% blancos, el 0% eran afroamericanos, el 0% eran amerindios, el 0% eran asiáticos, el 0% eran isleños del Pacífico, el 0% eran de otras razas y el 4.17% pertenecían a dos o más razas. Del total de la población el 1.04% eran hispanos o latinos de cualquier raza.